# 懷里卡 (密蘇里州)
懷里卡（英語：Wyreka）是位於美國密蘇里州帕特南縣的非建制地區。

## 歷史
懷里卡的郵局於1854年設立，同年停運。

## 地理
懷里卡所處的海拔為高於海平面325米（即1066英呎），而該地所採用的時區為UTC-6，即北美中部時區（CST）。同時該地設有夏令時間，為UTC-6調快一小時，即UTC-5（CDT）。